# INS Vikrant (R11)
«Вікрант» (санскр. विक्रान्त vikrānta, «Безстрашний») — британський легкий авіаносець типу «Маджестік», переданий ВМС Індії.

## Історія створення
Авіаносець був закладений на верфі Vickers-Armstrongs 14 жовтня 1943 року під назвою «Герк'юліз» (англ. HMS Hercules (R49)), спущений на воду 22 вересня 1945 року. Але у зв'язку із завершенням Другої світової війни будівництво було припинене.
У 1957 році недобудований авіаносець був проданий Індії. Корабель був добудований на верфі  «Harland & Wolf» і вступив у стрій 4 березня 1961 року.

## Конструкція
Під час добудови авіаносець отримав посилену кутову польотну палубу, парову катапульту BS-4, оптичну систему посадки, нові аерофінішери та радіоелектронне обладнання.
Внутрішні приміщення обладнали кондиціонерами.
Зенітне озброєння початково складалось з 16 40-мм автоматів «Бофорс», але під час модернізації 1979—1982 років 8 з них були демонтовані.

## Історія служби
Після вступу у стрій авіаносець взяв участь в операції «Віджай» із захоплення Гоа..
Під час індо-пакистанської війни 1965 року авіаносець перебував на ремонті та не брав участі в бойових діях. Пакистан заявив про потоплення корабля, коли той насправді перебував у сухому доці.
Протягом 1970—1971 років корабель пройшов ремонт у Бомбеї.
Під час індо-пакистанської війни 1971 року авіаносець разом із кораблями супроводу здійснював блокаду Східної Бенгалії. Його літаки здійснили понад 400 вильотів, потопивши декілька пакистанських кораблів.
Командування ВМС Пакистану, розуміючи значення авіаносця, відправило до Вішакхапатнаму, місця базування корабля, підводний човен «Газі» (колишній американський підводний човен типу «Тенч» «SS 479 Diablo», єдиний, здатний досягнути східного узбережжя Індії), щоб знищити авіаносець. Але пакистанські військові були дезінформовані індійською розвідкою, корабель перебував на секретній базі на Андаманських островах. Підводний човен був атакований есмінцем «Раджпут», і незабаром загинув за не до кінця з'ясованих обставин, найімовірніше, від внутрішнього вибуху..
У 1979—1982 роках авіаносець пройшов капітальний ремонт та модернізацію, під час якої були замінені котли, турбіни та радіоелектронне обладнання. Під час модернізації 1983 року авіаносець отримав можливість приймати літаки вертикального злету та посадки Sea Harrier.
У 1988—1989 роках на авіаносці був встановлений стартовий трамплін.
Після вступу у стрій авіаносця «Віраат» планувалось переобладнати «Вікрант» у десантний вертольотоносець. Але через поганий технічний стан корабля від цих планів відмовились.
У 1990 році корабель вивели в резерв. 31 січня 1997 року він був виключений зі складу флоту й перетворений на музей у Мумбаї.
Проте через фінансові труднощі у 2012 році влада штату Махараштра закрила музей
У 2014 році корабель був проданий на злам.